# 집앞개항
집앞개항은 전라남도 여수시 화양면 안포리 세포마을 인근에 있는 어항이다. 2007년 8월 8일 어촌정주어항으로 지정하여 관리하고 있다. 시설관리자는 여수시장이다.

## 어항 구역
- 수역: 북위 34°38′02″, 동경 127°38′32″의 지점에서 N45°W방향으로 130m점과 이 점에서 S45°W방향으로 145m점과 이 점에서 S84°W방향으로 405m점과 이 점에서 N방향으로 85m점과 이 점에서 N60°E방향으로 85m점과 이 점에서 E방향으로 140m점과 이 점에서 N방향으로 165m점과 이 점에서 W방향으로 육지부를 연결하는 선을 따라 형성된 공유수면[1]

## 어항 시설
- 방파제 127m, 선착장 93m

## 기본 계획
- 방파제 177m, 선착장 93m, 호안도로 315m[1]

## 정비 계획
- 방파제 50m, 호안도로 315m[2]

## 주요 어종
- 새조개